# 设计科学许可证
設計科學許可證（或設計科學許可協議） （英語：Design science license,DSL） 是一個用於任何種類的自由內容的copyleft 協議，例如文字、圖片、音樂等。不同於其他的開源協議，設計科學許可證的目的是用於任何受版權保護的內容，包括文檔和源代碼在內。它是第一個“廣義的Copyleft”協議，由邁克爾·施圖茨（英語：Michael Stutz）发布。
設計科學許可協議誕生於20世紀九十年代，在創作共用之前。當創作共用出現時，施圖茨認為設計科學許可協議的實驗“結束”并不在推薦使用它。

## 外部鏈接
- Copy of the Design Science License（页面存档备份，存于）